# 索埃拉
索埃拉是葡萄牙布拉干萨区的一个堂区。总面积13.97平方公里，总人口120人，人口密度8.6人/平方公里。